# 732 a.C.

## Eventos
- Décima-segunda olimpíada; Oxítemis da Coroneia foi o vencedor do estádio.[1]
- A pedido de Acaz, rei de Judá, Tiglate-Pileser III, rei da Assíria, conquista a cidade de Damasco e se apodera dela, manda os habitantes de Aram para Quir e manda matar Rason.
- Rason, rei de Aram, e Faceia, filho de Romelias e rei de Israel, cercam e atacam a cidade de Jerusalém, para destronar o rei Acaz e colocar no seu lugar o filho de Tabeel, rei de Tiro.
- O rei de Edom reconquista a cidade de Elat para os edomitas, expulsando os judaítas, que moravam na cidade.